# クーテンホルツ
クーテンホルツ (ドイツ語: Kutenholz) は、ドイツ連邦共和国ニーダーザクセン州のシュターデ郡に属す町村（以下、本項では便宜上「町」と記述する）で、ザムトゲマインデ・フレーデンベックを構成する自治体の一つである。

## 地理
クーテンホルツは、シュターダー・ゲースト南部に位置する。周辺のかつての森や高層湿原は、その一部が遺されている。それ以外の場所は農業の町になっている。

### 自治体の構成
首邑のクーテンホルツの他、ムルズム、ザーデルスドルフ、エッセル、アスペ、ブレンホルツの集落がこの町に属す。

## 歴史
クーテンホルツは、1313年に「Cvtenholte」として初めて文献に記録されている。

### 町村合併
ザーデルスドルフは1929年1月1日にクーテンホルツと合併した。1972年の地域再編に伴ってアスペ、エッセル、ムルズムがこれに合併した。

## 行政

### 議会
クーテンホルツの町議会は15議席からなる。

### 首長
町長 (Bürgermeister) は2021年からザンドラ・レンマーマン (CDU) が務めている。

### 紋章
この町は2015年に新しい紋章を決定した。青地に赤い三峰の山。上部は扇型に配置された4本の金（黄色）の穂。下部は、金（黄色）の実をつけた銀（白）のオークの木。

## 文化と見所
- 郷土クラブ
- 郷土館「Op de Heidloh」
- 「Peter Kors sin olet Huus」

## 経済と社会資本

### 交通
クーテンホルツは、州道L123号線によって西のブレーマーフェルデと結ばれており、東は連邦道B73号線に接続している。この連邦道はシュターデ、ブクステフーデ、ハンブルクに通じている。
町内を鉄道ブレーマーハーフェン - ブクステフーデ線が走っている。この路線は現在エルベ＝ヴェーザー鉄道交通会社が運営している。夏期の週末にだけヘーゼドルフ（ブレーマーフェルデ） - シュターデ間で運行されるモーアエクスプレスはムルズム駅に停車する。

### 地元企業
この町最大の雇用主は、合成樹脂容器製造の RPC包材クーテンホルツである。

## 引用
1. ↑  Landesamt für Statistik Niedersachsen, LSN-Online Regionaldatenbank, Tabelle A100001G: Fortschreibung des Bevölkerungsstandes, Stand 31. Dezember 2023